# 保密协议
保密协议（英語：Non-disclosure agreement，NDA）是至少两方之间的法律契约，概述保密材料、知识或信息，双方希望为了某些目的而彼此分享，但希望限制第三方的访问，双方同意不透露协议内容的契約。 NDA建立了双方之间的保密关系，以保护任何类型的机密和专有信息或商业秘密。因此，NDA保护非公开的商业信息。像所有契約一样，如果签约內容違反善良風俗的話，则不能执行。
当两个公司，个人或其他实体（如合伙、社团等）正考虑开展业务，并且需要了解彼此业务中使用的流程，以评估潜在业务关系时，通常会签署NDA。 NDA可以是“相互的”，这意味着双方在使用所提供的材料方面受到限制，或者可以限制单方使用材料。
员工也可以像雇主一样签署保密协议或保密协议。实际上，一些就业协议将包括一个限制员工使用和传播公司所有机密信息的条款。

## 一般类型
保密协议可以分为单方、双方或多方。

## 单边
单方面NDA（有时称为单向NDA）涉及到只有一方（即，披露方）预期向另一方（即接收方）披露某些信息并要求信息受到保护的双方从某种原因的进一步披露（例如：保持为满足专利法或为商业秘密提供法律保护所必需的保密性，在发布重大公告的新闻稿之前限制披露信息，或仅仅确保接受方不使用或披露信息而不补偿披露方）。

## 双边
双边NDA（有时被称为双向NDA）涉及双方预期彼此披露的信息，双方都希望避免进一步披露信息。当企业正在考虑某种合资或合并时，这种类型的NDA是常见的。
当提交单方面的保密协议时，有些当事方可能会坚持双边保密协议，尽管他们预计只有一方将根据保密协议披露信息。这种做法是为了激励起草人通过引入接收方后来成为披露方或反之亦然的可能性，使得NDA的条款更加“公平和平衡”，这种情况并不罕见。

## 多边
多边保密协议涉及三方或多方，其中至少有一方预期向其他方披露信息，并要求保护信息免于进一步披露。这种类型的NDA不需要在两方之间单独的单边或双边NDA。例如，由三方当事人向另外两方披露信息的单个多方NDA可以代替第一方和第二方，第二方和第三方以及第三方和第一方之间的三个单独的双边NDA。
多边保密协议可能是有利的，因为有关各方只审查，执行和执行一项协议。然而，这一优势可以通过有关各方就多边协议达成一致共识可能需要的更为复杂的谈判来抵消。

## 内容
保密协议通常可以保护任何类型的信息。但是，保密协议也可能包含保护接收信息的人的条款，以便如果他们通过其他渠道合法获取信息，他们就没有义务将信息保密。换言之，保密协议通常只要求接收方在信息由披露方直接提供时保持信息的保密性。然而，具有讽刺意味的是，让接收方签署一个简单的协议更简单一些，这个协议简单，不那么复杂，也不包含保护接收方的安全条款。

## 参加条目
- 盡職調查
- 競業條款